# Jimmy Wyble
Jimmy Wyble (* 25. Januar 1922 in Port Arthur, Texas; † 16. Januar 2010 in Altadena, Kalifornien) war ein US-amerikanischer Jazzmusiker.
Wyble fing mit 13 Jahren an, Gitarre zu spielen. Er spielte zunächst in Country-Bands und tat sich später dann mit dem Gitarristen Cameron Hill zusammen, der Western-Swing spielte. 1944 schlossen sie sich Bob Wills Texas Playboys-Band an, die mit doppelten Lead-Gitarren spielten, was damals modern war. Einige ihrer Titel, wie Roly Poly und Smoke on the Water, wurden Hits.
Obwohl er Western-Swing spielte, entwickelte Wyble ein Interesse für Jazz. 1953 nahm er sein erstes Jazzalbum als Bandleader des Jimmy Wyble Quintet auf. Die Band bestand aus Gitarre, Klarinette, Akkordeon, Bass und Schlagzeug, was eine außergewöhnliche Kombination war. Ebenfalls 1953 nahm Wyble mit Barney Kessel eine weitere Aufnahme mit einem Quartett aus zwei Gitarren, Bass und Schlagzeug auf. 
1956 schloss er sich einer kleineren Gruppe von Red Norvo an (Bill Dillard ersetzend), die sich vom Trio in ein Quintett weiterentwickelt hatte. Er blieb bis 1965 bei Norvo und seine Solos können auf einer Anzahl von Platten gehört werden. Er spielte zeitweise auch für Benny Goodman und in der Rhythmus-Gruppe von Frank Sinatra. Nach seiner Zeit mit Red Norvo konzentrierte sich Wyble an der Westküste auf die Studioarbeit und den Lehrberuf. Der amerikanische Rockgitarrist Steve Lukather ist sein bekanntester Schüler. 
Er zeichnete eine Anzahl kurzer Solo-Jazzetüden mit elektrischer und akustischer Gitarre auf. Die Theorie hinter diesen Stücken wurde in seinem Buch The Art of Two-Line Improvisation besprochen. In den 1970ern war Jimmy eine Weile Mitglied von Tony Rizzis Five Guitars-Gruppe, die in vier Teilharmonien spielte, mit einer fünften Gitarre, die eine Oktave verdoppelt.
Jimmy lebte zuletzt in Altadena, Kalifornien, und war bekannt als erstklassiger Lehrer. Gelegentlich spielte er kleine Jazz-Gigs.